# 2170 Byelorussia
2170 Byelorussia (1971 SZ) là một tiểu hành tinh vành đai chính được phát hiện tại Đài vật lý thiên văn Crimean.